# إميل لودفيغ
إميل لودفيج (25 يناير 1881 - 17 سبتمبر 1948) مؤلف ألماني سويسري، معروفًا بسيرته الذاتية ودراسته للعظماء التاريخيين.

## حياته
ولد إميل لودفيج (المسمى في الأصل إميل كوهن) في 25 يناير 1881 في بريسلاو، التي هي الآن جزء من بولندا. وُلِد في عائلة يهودية، ونشأ على أنه غير يهودي. يقول في هذا الصدد: «لقد أصبح العديد من الأشخاص يهودًا منذ هتلر. لقد كنت يهوديًا منذ مقتل فالتر راثيناو في عام 1922 ومنذ ذلك التاريخ أكدت أنني يهودي». درس القانون لكنه اختار الكتابة كمهنة. في البداية كتب المسرحيات والروايات، وعمل أيضًا كصحفي. في عام 1906، انتقل إلى سويسرا، وعمل خلال الحرب العالمية الأولى كمراسل أجنبي لصحيفة برلينر تاجبلات [الإنجليزية] في فيينا واسطنبول. أصبح مواطنًا سويسريًا في عام 1932، ثم هاجر لاحقًا إلى الولايات المتحدة في عام 1940.
بعد محاكمة سوغومون تهليريان عام 1921 بتهمة اغتيال طلعت باشا (المهندس الرئيسي للإبادة الجماعية للأرمن)، كتب لودفيج: «فقط عندما ينظم مجتمع الأمم نفسه كحامي للنظام الدولي، لن يبقى أي قاتل أرمني دون عقاب، لأنه لا يجوز لأي باشا تركي أن يحكم على أمة بالنفي في الصحراء».
خلال عشرينيات القرن العشرين، حقق شهرة عالمية بسبب سيرته الذاتية الشعبية التي جمعت بين الحقيقة التاريخية والخيال والتحليل النفسي. بعد نشر سيرته الذاتية عن جوته في عام 1920، كتب عدة سير ذاتية مماثلة، بما في ذلك واحدة عن بسمارك (1922-1924) وأخرى عن يسوع (1928). نظرًا لأن السير الذاتية لودفيغ كانت شائعة خارج ألمانيا وتمت ترجمتها على نطاق واسع، فقد كان أحد المهاجرين المحظوظين الذين كان لديهم دخل أثناء إقامتهم في الولايات المتحدة. واعتبرت كتاباته خطيرة بشكل خاص من قبل غوبلز، الذي ذكره في يومياته.
أجرى لودفيج مقابلة مع بينيتو موسوليني وأجرى في 1 ديسمبر 1929 مقابلة مع مصطفى كمال أتاتورك. نشرت مقابلته مع مؤسس الجمهورية التركية في صحيفة وينر فراي بريس الألمانية الصادرة في فيينا في مارس 1930، وتناولت قضايا الدين والموسيقى. كما أجرى مقابلة مع جوزيف ستالين في موسكو في 13 ديسمبر 1931. وأدرج مقتطف من هذه المقابلة في كتاب ستالين عن لينين. يشرح لودفيج هذه المقابلة بالتفصيل في سيرته الذاتية عن ستالين.

## مذهبه في الكتابة
يصف لودفيج الشخصيات باستخدام مفردات دقيقة واقتباسات وجمل درامية. إن قدرته على الجمع بين الحقائق والقصص والشائعات الشعبية في روايته "نابليون" تجعل الكتاب بأكمله بمثابة ملحمة مفصلة. الأوصاف الصريحة والتفسيرات النفسية في كتبه تجعل الشخصيات تبدو وكأنها أبطال. يبسط أسلوب كتابته الفريد الأنشطة السياسية المعقدة في ذلك الوقت بطريقة مثيرة للاهتمام ومقروءة.

## أهم مؤلفاته
- «من العظمة».
- «نابليون».
- «بسمارك».
- «غوته».
- «المسيح».

ترجمت كتبه التالية إلى العربية بواسطة عادل زعيتر:
1. الحياة والحب.
2. البحر المتوسط.
3. كليوباترا.
4. بسمارك.
5. النيل: حياة نهر.
6. نابليون.
7. ابن الإنسان.

## روابط خارجية
- إميل لودفيغ على موقع الموسوعة البريطانية (الإنجليزية)
- إميل لودفيغ على موقع مونزينجر (الألمانية)
- إميل لودفيغ على موقع إن إن دي بي (الإنجليزية)